# يولاندا دي سافويا
يولاندا دي سافويا (بالإيطالية: Jolanda di Savoia)‏ هي بلدية في مقاطعة فيرارا في إقليم إميليا رومانيا الإيطالي.

## السكان
في سنة 1861 بلغ عدد السكان 1٬407 نسمة، وتطور العدد ليصل في سنة 2011 لـ 3٬003 نسمة.
يظهر هذا المخطط البياني تطور النمو السكاني لـ يولاندا دي سافويا